# Morti nel 1181
| Questa pagina contiene informazioni ricavate automaticamente dalle voci biografiche con l'ausilio del template Bio e di un bot. L'aggiornamento è periodico e automatico e ricostruisce completamente la pagina. Se manca una persona in questa lista, sei pregato di non aggiungerla, ma accertati piuttosto che la sua voce biografica contenga il template Bio e che i dati anagrafici siano correttamente compilati. Se il template Bio manca, inseriscilo tu stesso o, in alternativa, metti l'avviso {{tmp\|Bio}} che ne segnala la mancanza. Se i dati riportati sono sbagliati, correggi direttamente la voce biografica; le modifiche saranno visibili in questa lista entro pochi giorni. Per chiarimenti vedi il progetto biografie. La lista contiene solo le 24 persone che sono citate nell'enciclopedia e per le quali è stato implementato correttamente il template Bio. Pagina aggiornata al 10 lug 2025. |

- 9 gennaio - Rodolfo di Pfullendorf, nobile tedesco
- 30 gennaio - Takakura, imperatore giapponese (n. 1141)
- 13 marzo - Simone III di Montfort, nobile e militare francese
- 17 marzo - Enrico I di Champagne, conte (n. 1126)
- 20 marzo - Taira no Kiyomori, militare giapponese (n. 1118)
- 1º aprile - Romualdo II Guarna, arcivescovo cattolico, storico e politico longobardo
- 5 aprile - Raimondo Berengario III di Provenza, conte (n. 1158)
- 30 giugno - Ugo di Kevelioc, conte (n. 1147)
- 30 agosto - Papa Alessandro III, papa e cardinale italiano
- 7 settembre - Eskil di Lund, vescovo cattolico danese
- 27 settembre - Guichard di Pontigny, monaco cristiano francese
- 4 ottobre - Ermanno II di Spanheim, nobile tedesco
- 30 novembre - San Galgano, cavaliere medievale e santo italiano
- Adamo del Petit-Pont, vescovo cattolico e filosofo inglese
- Nicolò Barattiero, architetto e ingegnere italiano
- Bertrando I di Baux, nobile francese
- Bosone, religioso e cardinale italiano
- Domenico Gundisalvo, filosofo e traduttore spagnolo
- Luca di Strigonio, arcivescovo cattolico e diplomatico ungherese
- Roberto di Bury, santo inglese
- Vulgrin III d'Angoulême, conte
- Zhu Shuzhen, poetessa cinese (n. 1135)
- Bosone II di Challant, nobile italiano
- Al-Malik al-Salih Isma'il, emiro turco (n. 1163)